# Tylokepon micippae
Tylokepon micippae är en kräftdjursart som beskrevs av Sueo M. Shiino 1950. Tylokepon micippae ingår i släktet Tylokepon och familjen Bopyridae. Inga underarter finns listade i Catalogue of Life.